# Las Ruedas de Enciso
Las Ruedas de Enciso est un village situé sur la commune d'Enciso dans la communauté autonome de La Rioja, en Espagne.

## Histoire
La mise en eau d'un barrage engloutira le village le 30 avril 2013, après que le dernier des 5 habitants du village ne soit chassé par les "forces de l'ordre", et malrelogé. 

## Monuments
Plus aucun monument ne se trouve dans le village. Ils ont tous été perdus avec la mise en eau du barrage. 
Le barrage n'est pas encore terminé, la mise en eau n'a pas été faite. Observation visuelle le 4 septembre 2017. Les bucherons sont à pied d'oeuvre pour abattre tous les arbres qui pourraient gêner la mise en eau. De plus la déviation de la route qui se trouve en fond de vallée n'est toujours pas faite, les travaux de terrassement démarrent juste maintenant.